# Serra de Collserola
Die Serra de Collserola ist ein Mittelgebirge mit sanften Hügeln von geringer Höhe in der Provinz Barcelona in Katalonien (Spanien). Der Höhenzug ist Teil des katalanischen Küstengebirgszug, der Serralada Litoral Catalana, und bedeckt eine Fläche von etwa 11.000 Hektar. Er ist ein Naherholungsgebiet und die „Grüne Lunge“ für die Bewohner Barcelonas.

## Lage
Die Serra de Collserola wird durch die Flüsse Llobregat im Westen, Besòs im Osten, die Küstenebene der Stadt Barcelona im Süden und die Ebene des Vallès im Norden begrenzt. Obwohl ein Großteil der Serra als Naturpark ausgewiesen ist, ist das Gebiet besonders auf der Achse Barcelona–Sant Cugat del Vallès mit Siedlungen und Verkehrswegen durchzogen.

## Berge
Die höchste Erhebung ist der Hausberg von Barcelona, der Tibidabo (512 Meter) mit der Kirche Sagrat Cor, einem Vergnügungspark und dem Fabra-Observatorium. Gleich daneben, auf dem Turó de la Vilana (445 Meter) steht der 288 Meter hohe Torre de Collserola (Name eines Fernsehturms), erbaut von dem britischen Architekten Norman Foster für die Olympischen Sommerspiele 1992 in Barcelona. Weitere bedeutende Erhebungen sind der Turó del Puig (477 Meter), Turó de Can Pasqual (470 Meter),  Turó del Castellví (468 Meter), Puig d’Olorda (436 Meter), Turó de Valldaura (421 Meter), Turó de la Magarola (431 Meter).

## Flora und Fauna
Gebiete mit einer niederen mediterranen Vegetation (Macchie) unterbrechen die überwiegend mit Steineichen und Aleppo-Kiefern bewaldete Serra de Collserola.
Obwohl in Großstadtnähe beherbergt der Höhenzug eine reichhaltige Fauna. Hier leben Wildschweine, Füchse, Wiesel, Eichhörnchen, Hase und Igel. Auch zahlreiche Vogelarten wie Haubenmeise, Sperber, Habicht und Waldkauz sind zu finden.

## Besonderheiten
Eine Autobahn, mit mehreren Tunnelstrecken (den Túnels de Vallvidrera), zwischen den Orten Sant Cugat und Barcelona durchquert den Höhenzug in einer Nord-Süd-Achse und teilt die Serra de Collserola in zwei Hälften.
Auf dem Grund der Gemeinde Sant Cugat befindet sich die Ruine des ehemaligen Casino de la Arrabassada.

## Naturpark
2010 wurde der bereits bestehende Park von Collserola mit einer Fläche von 8.295 Hektar von der Generalitat de Catalunya als Naturpark ausgewiesen.